# Бримен (Индијана)
Бримен (енгл. Bremen) град је у америчкој савезној држави Индијана.

## Демографија
По попису из 2010. године број становника је 4.588, што је 102 (2,3%) становника више него 2000. године.
| Група             | 2000.         | 2010.         |
| Белци             | 3.875 (86,4%) | 3.690 (80,4%) |
| Афроамериканци    | 7 (0,2%)      | 19 (0,4%)     |
| Азијати           | 14 (0,3%)     | 12 (0,3%)     |
| Хиспаноамериканци | 539 (12,0%)   | 824 (18,0%)   |
| Укупно            | 4.486         | 4.588         |